# Mos majorum

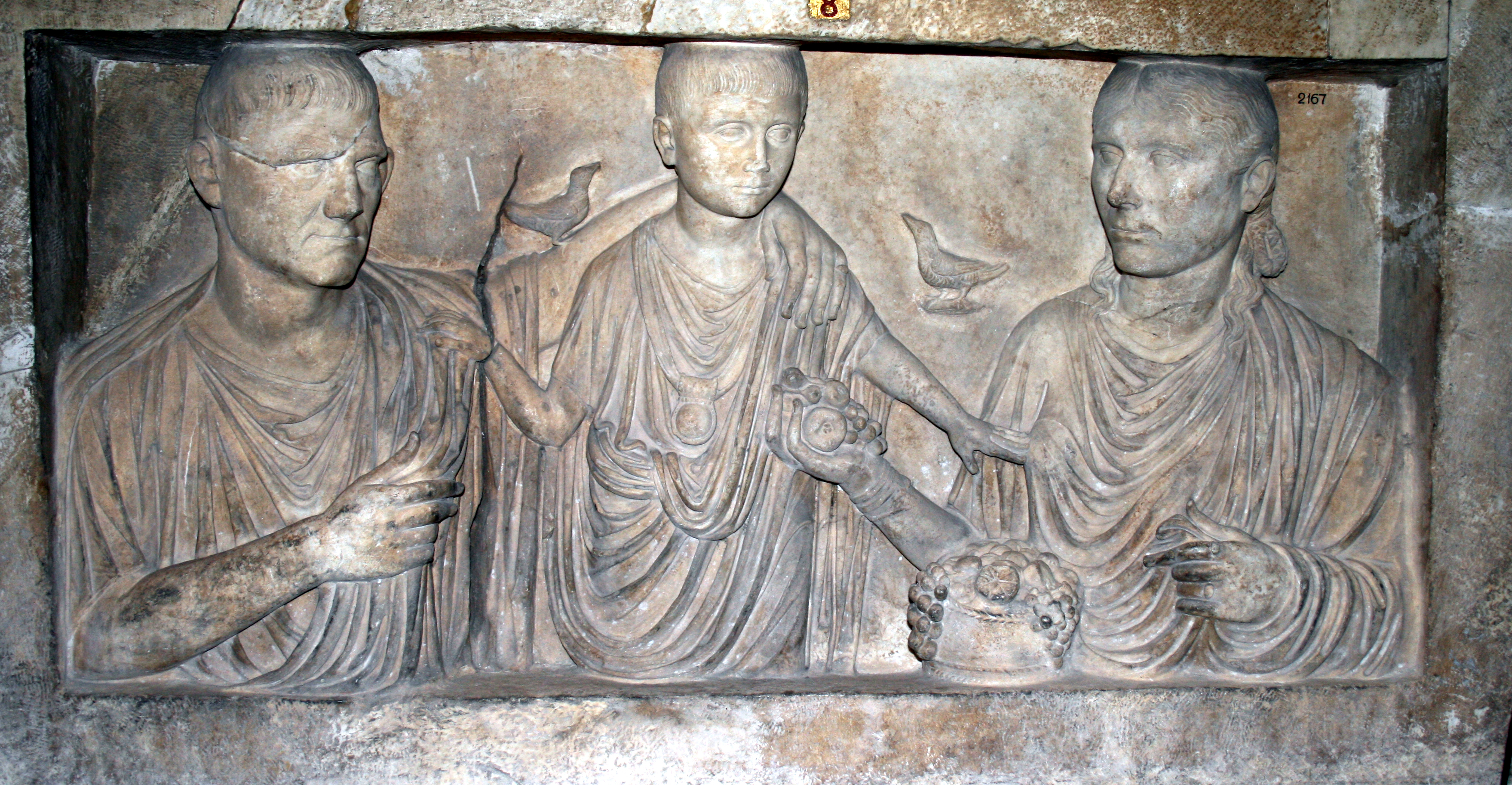
Sculpture funéraire d'une famille romaine antique (Musée du Vatican).

Le terme latin mos majorum (ou mos maiorum), littéralement « mœurs des anciens » ou « coutume des ancêtres » ce qui signifie qu'il respecte les anciens c'est-à-dire les personnes mortes ou les sages, désigne dans la Rome antique le mode de vie et le système des valeurs ancestrales. Il est souvent pris comme une référence et est à opposer au spectacle de la décadence du temps présent. Ce sont les traditions ancestrales, un code non écrit de lois et de conduite. 
De grandes figures politiques, tel Caton l'Ancien, tentent sans succès de rétablir les vertus traditionnelles romaines fondées sur le travail, la fidélité, la frugalité, le refus de l'oisiveté, mais elles ne sont pas écoutées. Auguste, lors de la mise en place du Principat, va s'attacher à restaurer les valeurs traditionnelles romaines par différentes lois, sur les mœurs par exemple, ou en redonnant vie à certains rites religieux tombés en désuétude.
Les sept fondements du mos majorum sont[réf. nécessaire] :
1. fides : fidélité, respect de la parole donnée, loyauté, foi, confiance et réciprocité entre deux citoyens ;
2. pietas : piété, dévotion, devoir envers les divinités romaines ; envers les membres de sa famille
3. majestas : majesté, dignité, vertus nobles censées  s'incarner dans le comportement latin ;
4. virtus : qualité propre au citoyen romain, courage, activité politique ;
5. gravitas : ensemble des règles de conduite du romain traditionnel, respect de la tradition, sérieux, dignité, autorité ;
6. constantia : le fait de s'en tenir à ses décisions (la stabilité) [3] ;
7. frugalitas : la frugalité, la modestie, la tempérance, la simplicité [4].

Lucius Quinctius Cincinnatus est un modèle, la personnalité qui représente, pour les patriciens, le mos majorum. Il est considéré comme un héros de la République, un ancien et un modèle de vertu et d'humilité. Il est nommé dictateur pour relever Rome lors de la crise politique de 458 av. J.-C. Selon la légende, Cincinnatus était dans son jardin, occupé à cultiver lorsqu'on est venu le supplier d'accepter la dictature. Sa restitution du pouvoir absolu dès la fin de la crise devient, pour les futurs dictateurs romains, un exemple de bon commandement, de  dévouement au bien public, de vertu et de modestie.

## Textes latins
On retrouve – entre autres – cette notion dans les textes de ; 
- Salluste,

- Cicéron,

- Tacite,

- Virgile,

- Ovide,

- Caton d'Utique,

- Tibulle.